# Йозеф Людвиг Раабе
Ім'я Раабе має один із важливих критеріїв збіжності рядів (ознака Раабе). Він також вивів низку формул сферичної тригонометрії.

## Біографія
Йозеф Людвіг Раабе народився 15 травня 1801 року в місті Броди (Австро-Угорщина, тепер в Україні) у бідній сім'ї. Освіту отримав в угорському Політехнікумі, куди вступив 1820 року. З 1855 року — професор Цюрихського політехнікуму. Займався аналізом нескінченних малих величин, якому присвятив 20 творів. Відтак досліджував: теорія функцій і вчення про ряди з 12 творами, геометрія з 9, алгебра — з одним і прикладна математика — з трьома. Більшість цих творів (37) поміщено у «Journal für die reine and angewandte Mathematik» Крелля (I-L, 1826–55).
Першою статтею Раабе, розміщеною в цьому виданні, була «Allgemeine Theorie der Epicyclen». Окремо він видав: «Die Differential- und Integralrechnung mit Functionen einer Variablen» (Цюрих, 1839-47), «Die Jacob-Bernoulli'sche Function», (Цюрих, 1848), «Mathematische Mittheilungen» (Цюрих, 1857≈58), «Ueber die fortschreitende Bewegung d. Schwerpuncte d. Planeten unseres Sonnensystems etc.» (Цюрих, 1858).
Йозеф Людвіг Раабе помер 22 січня 1859 року в Цюриху.